# Flik 53D
A Fliegerkompanie 53 vagy Divisions-Kompanie 53 (rövidítve Flik 53D, magyarul 53. repülőszázad) az osztrák-magyar légierő egyik repülőszázada volt.

## Története
A századot az ausztriai Straßhofban állították fel. Kiképzése csak az 1917. július 25-én bevezetett légügyi reform után fejeződött be, így kezdettől fogva hadosztályhoz rendelt felderítői feladatokat (Divisions-Kompanie) kapott. Augusztus 16-án az olasz frontra küldték, az Aviano melletti tábori repülőtér volt  bázisa. Októberben a caporettói áttörésben a 14. német hadsereg alárendeltségében vett részt. 1918. június 15-én a 6. hadsereg kötelékébe került és a San Pietro di Campó-i repülőtérről indult bevetésekre a második piavei csata során. 1918 őszén egy újabb átszervezésben csatarepülő- és oltalmazó vadászalegység (Schutzflieger- und Schlachtflieger-Kompanie 53, Flik 52S) lett belőle. Utolsó állomáshelye Santa Giustina volt.
A háború után a teljes osztrák légierővel együtt felszámolták.

## Századparancsnokok
- Rudolf Vanicek főhadnagy
- Johann Schifferer főhadnagy

## Századjelzés
A 6. hadseregben elrendelték a repülőszázadok megkülönböztető jelzéseinek használatát: ennek alapján 1918 áprilisától a Flik 53D repülőgépein a keréktárcsát feketére festették, a törzsre pedig (a pilótafülke és a farok között) két keskeny, függőleges, fekete (esetenként egy fekete-fehér-fekete) törzsgyűrűt helyeztek el; valamint mindegyik gépen feltüntették a számát is.

## Repülőgépek
- Hansa-Brandenburg C.I
- UFAG C.I